# Државна политичка управа РСФСР
Државна политичка управа РСФСР (рус. Государственное политическое управление Российской Советской Федеративной Социалистической Республики), такође позната и као ГПУ, била је тајна полиција Руске Совјетске Федеративне Социјалистичке Републике од фебруара 1922. до новембра 1923. године. Била је непосредни насленик Чеке, и замењена је Обједињеном државном политичком управом (ОГПУ).

## Успостављање
Формирана из Чека, оригиналне руске службе државне безбедности, 6. фебруара 1922. године, првобитно је била позната под руском скраћеницом ГПУ  — што значи Државна политичка управа при НКВД РСФСР (рус. Государственное политическое управление при НКВД РСФСР). Први шеф био је бивши руководилац Чеке, Феликс Дзержински.

### Унутрашња безбедност
Званично, нова служба требало је да делује уздржаније од Чеке. На пример, за разлику од Чеке, није имала право да стреља осумњичене контрареволуционаре по свом нахођењу. Сви осумњичени за политичке злочине морали су бити изведени пред судију под нормалним околностима.

### Обавештајни рад
Инострано одељење ГПУ-а водио је бивши бољшевик и члан Партије, Михаил Трилисер. Ово одељење било је задужено за обавештајне активности у иностранству, укључујући шпијунажу и ликвидације непријатеља народа. Трилисер је касније ликвидиран током Великог терора 1940. године. 

## Укидање
Са оснивањем СССР у децембру 1922. године, била је потребна уједињена организација за контролу државне безбедности широм новонасталог Савеза. Тако је 15. новембра 1923. године ГПУ одвојен од руског НКВД и реорганизован је у све-савезну Заједничку државну политичку управу. Њено званично име било је Обједињена државна политичка управа при Савету народних комесара СССР или ОГПУ.

## Особље
| Ознака | Политички чин | Војни чин                                                                                    |
| ------ | --- | -------------------------------------------------------------------------------------------- |
| нема   | Службеник Cотрудник | Војник Црвене армије Kрасноармеец                                                            |
|        | Агент треће класе Агент 3-го разряда | Командант одреда Командир отделения                                                          |
|        | Агент друге класе Агент 2-го разряда | Заменик команданта вода Помощник командира взвода                                            |
|        | Агент прве класе Агент 1-го разряда | Старешина чете, батерије, батаљона, дивизије Старшина роты, батареи, батальона, дивизиона    |
|        | Службеник за посебне задатке Сотрудник особых поручений | Командант вода Командир взвода                                                               |
|        | Начелник оперативног пункта Нач. оперативного пункта | Командант чете (полу-ескадрона) Командир роты (полуэскадрона)                                |
| 30     | Шеф одељења за инспекцију; Помоћник шефа административно-истражног одељења Нач. отдела инспекции; Пом. нач. адм.-следственной части                                                                   | Командант батаљона (ескадрона) Командир батальона (эскадрона)                                |
|        | Заменик шефа одељења; Опуномоћеник одељења за припремну истрагу; Шеф административно-истражног одељења Пом. нач. отделения; Уполномоч. отдела предварительного дознания; Нач. адм.-следственной части | Командант пука Командир полка                                                                |
|        | Војни руководилац инспекције Военрук инспекции | Командант бригаде Командир бригады                                                           |
|        | Начелник одељења ГПУ Нач. отделения ГПУ | Начелник и комесар дивизије Начальник и комиссар дивизии                                     |
|        | Заменик начелника одељења ГПУ Зам. нач. отдела ГПУ | Командант корпуса; Заменик шефа штаба војске ГПУ Командир корпуса; Зам. нач. штаба войск ГПУ |
|        | Начелник одељења ГПУ Нач. отдела ГПУ | Заменик председника ГПУ — Начелник штаба војске ГПУ Зам. Пред. ГПУ — Нач. штаба войск ГПУ    |